# 大植清左衛門
大植 清左衛門（おおうえ せいざえもん、1876年9月5日 - 1943年3月5日）は、日本の政治家。衆議院議員（1期）。

## 経歴
大阪府出身。東京専門学校で学ぶ。農業を営み、山滝村長、大阪府会議員、同参事会員となる。
1930年の第17回衆議院議員総選挙において大阪6区から立憲民政党公認で立候補して当選し、衆議院議員を1期務めた。1932年の第18回衆議院議員総選挙には出馬しなかった。1943年死去。